# Enthacanthodes semimuticus
Enthacanthodes semimuticus är en insektsart som beskrevs av Brunner von Wattenwyl 1895. Enthacanthodes semimuticus ingår i släktet Enthacanthodes och familjen vårtbitare. Inga underarter finns listade i Catalogue of Life.